# Obernheim
Obernheim är en kommun (tyska Gemeinde) i Zollernalbkreis i delstaten Baden-Württemberg i Tyskland. Folkmängden uppgår till cirka 1 500 invånare, på en yta av 15,02 kvadratkilometer.
Kommunen ingår i kommunalförbundet Meßstetten tillsammans med staden Meßstetten och kommunnen Nusplingen.

## Befolkningsutveckling
| Befolkningsutvecklingen i Obernheim 1975–2015 | Befolkningsutvecklingen i Obernheim 1975–2015 | Befolkningsutvecklingen i Obernheim 1975–2015 | Befolkningsutvecklingen i Obernheim 1975–2015 | Befolkningsutvecklingen i Obernheim 1975–2015 |
| --------------------------------------------- | --------------------------------------------- | --------------------------------------------- | --------------------------------------------- | --------------------------------------------- |
|                                               |                                               |                                               |                                               |                                               |
| År                                            |                                               |                                               | Folkmängd                                     | Areal (ha)                                    |
| 1975                                          | 1975                                          |                                               | 1 441                                         | 1 501                                         |
| 1980                                          | 1980                                          |                                               | 1 461                                         |                                               |
| 1985                                          | 1985                                          |                                               | 1 351                                         |                                               |
| 1990                                          | 1990                                          |                                               | 1 529                                         |                                               |
| 1995                                          | 1995                                          |                                               | 1 518                                         |                                               |
| 2000                                          | 2000                                          |                                               | 1 522                                         | 1 502                                         |
| 2005                                          | 2005                                          |                                               | 1 541                                         |                                               |
| 2010                                          | 2010                                          |                                               | 1 432                                         |                                               |
| 2015                                          | 2015                                          |                                               | 1 413                                         |                                               |
|                                               |                                               |                                               |                                               |                                               |